# Pedrito Estación
Pedrito Estación är en ort i Mexiko.   Den ligger i kommunen Unión de San Antonio och delstaten Jalisco, i den centrala delen av landet, 300 km nordväst om huvudstaden Mexico City. Pedrito Estación ligger 1 798 meter över havet och antalet invånare är 509.
Terrängen runt Pedrito Estación är huvudsakligen en högslätt. Pedrito Estación ligger nere i en dal. Runt Pedrito Estación är det ganska tätbefolkat, med 129 invånare per kvadratkilometer. Närmaste större samhälle är San Francisco del Rincón, 14,2 km söder om Pedrito Estación. I omgivningarna runt Pedrito Estación växer huvudsakligen savannskog.